# Vermandovillers
Vermandovillers település Franciaországban, Somme megyében. Lakosainak száma 150 fő (2022. január 1.). Vermandovillers Ablaincourt-Pressoir, Chaulnes, Foucaucourt-en-Santerre, Herleville, Lihons és Soyécourt községekkel határos.

## Népesség
A település népessége az elmúlt években az alábbi módon változott:
| Lakosok száma | 145  | 146  | 148  | 150  | 150  | 152  | 157  | 153  | 150  |
|               | 2013 | 2015 | 2016 | 2017 | 2018 | 2019 | 2020 | 2021 | 2022 |